# Cái chết của Sarah Everard
Tối ngày 3 tháng 3 năm 2021, giám đốc điều hành tiếp thị  là Sarah Everard (33 tuổi) được thông báo là đã mất tích ở Nam London. Tại thời điểm đó ở khu vực Đồi Brixton của London, cô đã đi bộ về nhà từ nhà của một người bạn gần Clapham Common và sau đó bị mất tích.
Ngày 9 tháng 3, Wayne Couzens -  một sĩ quan Cảnh sát Đô thị thuộc đơn vị Bảo vệ Nghị viện và Ngoại giao, đã bị bắt tại Deal, Kent. Anh ta bị tình nghi là người đã bắt cóc và giết Everard. Ngày 10 tháng 3, xác chết của cô được tìm thấy trong một khu rừng gần Ashford, Kent. Hai ngày sau đó, Couzens bị buộc tội bắt cóc và giết người.
Một buổi lễ cầu nguyện đã được tổ chức cho Everard ở London vào ngày 13 tháng 3 nhưng điều đó đã dẫn đến một phản ứng tranh cãi gay gắt của cảnh sát và bốn vụ bắt giữ vì vi phạm quy định phòng tránh dịch COVID-19.

## Lý lịch
Sarah Everard sinh năm 1987 tại Surrey  Cô lớn lên ở York và theo học tại Trường Fulford. Everard theo học chuyên ngành địa lý nhân văn tại St Cuthbert's Society, Đại học Durham (2005-2008). Cô sống ở khu vực Brixton Hill và là giám đốc điều hành tiếp thị cho một công ty truyền thông kỹ thuật số. 

## Sự cố và điều tra
Khoảng 21:00 ngày 3 tháng 3 năm 2021, Everard rời khỏi nhà của một người bạn gần Clapham Junction ở phía tây Clapham Common. Cô đi ngang qua khu chung cư, dọc theo Đường A205 Nam để về nhà. Everard có gọi điện cho bạn trai khoảng mười lăm phút và đồng ý gặp anh ta vào ngày hôm sau.  Vào lúc 21:28, cô ấy được nhìn thấy trên camera chuông cửa trên đường Poynders  và bốn phút sau, hình ảnh của cô ấy được ghi lại trên camera hành trình của một chiếc xe cảnh sát đi qua. Cảnh quay CCTV từ một chiếc xe buýt đi qua tuyến đường của Everard lúc 21:35 đã hỗ trợ thêm cho công cuộc điều tra. Bạn trai cô đã liên lạc với cảnh sát vào ngày 4 tháng 3 sau khi Everard không đến gặp anh ta.
Ngày 10 tháng 3, cảnh sát đã khám xét một khu rừng gần một nơi từng là trung tâm giải trí ở Great Chart, cách Ashford, Kent khoảng 3.2 km. Họ đã tìm thấy xác của người trong một chiếc túi lớn của một người thợ xây. Họ cũng khám xét một ga-ra có liên quan đến một kẻ tình nghi đứng trên đỉnh của vách đá, cạnh St Martin's Battery, từ vị trí đó có thể nhìn ra Cảng Dover. Ngày 12 tháng 3, thi thể của Everard đã được xác minh thông qua hồ sơ nha khoa.
Ngày 14 tháng 3, cảnh sát đã cắt một đoạn dây của The Rope Walk ở Sandwich, Kent vì nó liên quan đến cuộc điều tra. Thị trưởng của Sandwich, Jeff Franklin, ước tính rằng 2,6km2 của thị trấn đã bị thu hẹp bởi dây thừng.

## Nghi can và thủ tục pháp lý
Vào ngày 9 tháng 3, Cảnh sát Kent đã bắt giữ Wayne Couzens - một sĩ quan cảnh sát 48 tuổi và cũng là một sĩ quan cầm súng, tại nhà của anh ta ở Deal, vì nghi ngờ đã bắt cóc Everard. Ngày 10 tháng 3, xác chết của Everard được phát hiện, anh ta bị bắt lại vì cáo buộc giết người.
Couzens gia nhập Cảnh sát Đô thị vào tháng 9 năm 2018  và được bổ nhiệm vào ngành Bảo vệ Nghị viện và Ngoại giao  chịu trách nhiệm bảo vệ các cơ quan chính phủ và ngoại giao. Một phụ nữ khoảng 30 tuổi đã bị bắt tại nhà anh ta vì nghi ngờ là đồng phạm  nhưng sau đó đã được thả ra mà không bị buộc tội.
Ngày 11 tháng 3, Couzens phải nhập viện một thời gian ngắn vì anh ta bị thương ở đầu nhưng vẫn được tạm giam, sau đó anh ta trở lại đồn cảnh sát. Cảnh sát cho biết vết thương vẫn tiếp diễn khi Couzens ở một mình trong phòng giam. Đầu anh ta lại bị thương vào ngày hôm sau.
Couzens bị buộc tội bắt cóc và giết Everard vào ngày 12 tháng 3, theo Cơ quan truy tố Crown. Anh có mặt tại Tòa sơ thẩm Westminster vào ngày 13 tháng 3 và tạm giam trước khi xuất hiện tại Old Bailey thông qua video từ Nhà tù Belmarsh vào ngày 16 tháng 3. Phiên tòa sơ thẩm và phiên tòa tạm thời sẽ được diễn ra lần lượt vào ngày 9 tháng 7 và ngày 25 tháng 10 năm 2021.

## Phản ứng của người dân

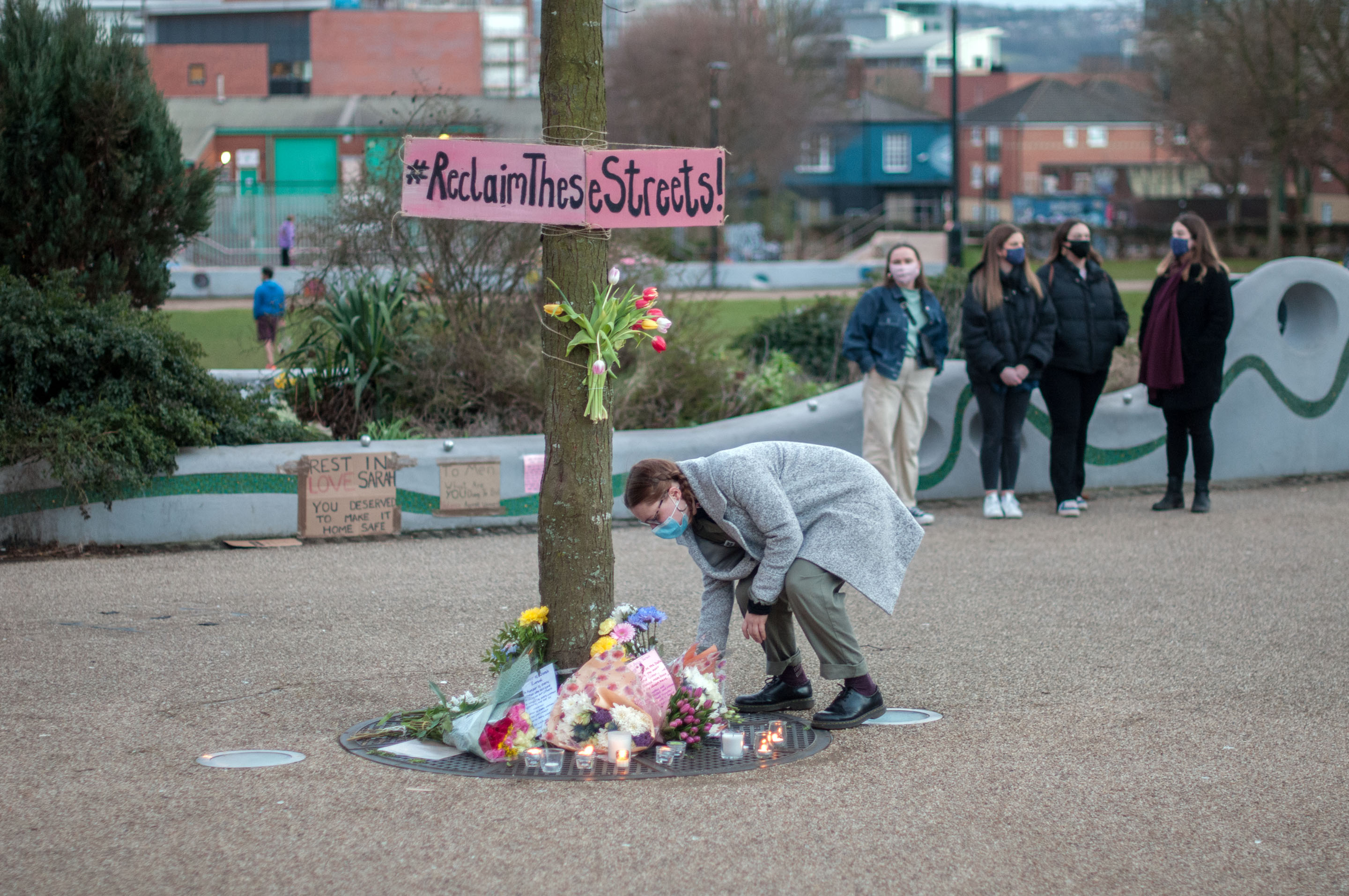
Hoa được đặt trong lễ cầu nguyện cho Sarah Everard ở Sheffield.

Một lễ cầu nguyện được tổ chức bên ngoài trụ sở New Scotland Yard của Cảnh sát Đô thị vào ngày 10 tháng 3.  Buổi  lễ cầu nguyện mang tên A Reclaim These Streets được lên kế hoạch cho ngày 13 tháng 3 tại Clapham Common đã bị hủy bỏ sau khi các cuộc đàm phán với cảnh sát không thành công. Cảnh sát thông báo với ban tổ chức rằng đây là một cuộc tụ tập đông người bất hợp pháp theo quy định phòng chống dịch COVID-19 và tòa án đã từ chối yêu cầu can thiệp vào quyết định của cảnh sát. Các sự kiện tương tự được lên kế hoạch tại Edinburgh và Cardiff đã chính thức hủy bỏ để thay thế cho các sự kiện được diễn ra trực tuyến. Tuy nhiên, lễ cầu nguyện vẫn diễn ra ở một số thành phố của Anh, bao gồm Birmingham, Bristol, Cardiff, Edinburgh, Leeds, Nottingham và Sheffield.
Trước sự mất tích và cái chết của Everard, Bộ trưởng Nội vụ Priti Patel đã đưa ra một tuyên bố nói rằng ''tất cả phụ nữ nên cảm thấy rằng họ thực sự an toàn trên đường phố mà không cảm thấy lo sợ bị quấy rối hoặc bạo lực", trong khi Thị trưởng London Sadiq Khan tuyên bố rằng đường phố ở London rất nguy hiểm đối với phụ nữ hoặc trẻ em gái. Patel thông báo rằng các đạo luật mới đang được xem xét để bảo vệ phụ nữ nhằm chống lại quấy rối tình dục nơi công cộng, bao gồm cả khả năng biến quấy rối nơi công cộng trở thành một hình thức phạm tội được xác định cụ thể.
Cảnh sát Đô thị đã yêu cầu IOPC điều tra về việc liệu hai sĩ quan có phản ứng đúng đắn hay không với một báo cáo từ ngày 28 tháng 2 rằng Couzens đã bộc lộ và hành xử một cách khiếm nhã ở phía nam London; anh ta đã bị giam giữ vì tình nghi về tội ác đó khi anh ta bị buộc tội giết người.

### Lễ cầu nguyện tại Clapham Common
Một buổi lễ cầu nguyện được tổ chức cho Everard đã diễn ra tại Clapham Common vào ngày 13 tháng 3. Suốt từ đầu ngày, hàng trăm người đã đến để bày tỏ lòng thành kính và cầu nguyện cho linh hồn của Everard. Catherine - Công tước phu nhân xứ Cambridge cũng tham dự, nói rằng Nữ công tước vẫn còn nhớ cảm giác khi đi dạo quanh London vào buổi tối trước khi cô ấy kết hôn.
Lúc 18:00, khi một đám đông tụ tập tại quầy rượu của công viên để nghe bài phát biểu, bốn người trong số đó đã bị bắt vì tội gây rối trật tự công cộng và vi phạm Đạo luật về dịch COVID-19. Quyết định của Cảnh sát Đô thị để trấn áp đám đông, cưỡng bức bắt giữ những người tham dự và giẫm lên những bông hoa do người dân đặt, đã khiến công chúng vô cùng phẫn nộ. Sir Keir Starmer, lãnh đạo Đảng Lao động, gọi phản ứng của cảnh sát là ''đáng lo ngại"; Thủ tướng Boris Johnson nói rằng ông dành một sự quan tâm sâu sắc đến sự kiện này. Thị trưởng Khan nói hành động của cảnh sát là "không phù hợp và không tương xứng".
Ed Davey, lãnh đạo đảng Dân chủ Tự do, kêu gọi Dame Cressida Dick - một ủy viên cảnh sát, từ chức.  Dick bác bỏ lời đề nghị từ chức và phản đối những lời chỉ trích về phản ứng của cảnh sát.  Trợ lý Ủy viên Helen Ball cho biết hành động này là cần thiết vì "hàng trăm người đang tụ tập với nhau, rất dễ có nguy cơ lây lan COVID-19 ",  Liên đoàn Cảnh sát Thủ đô cho biết 26 cảnh sát đã bị hành hung. Bộ trưởng Nội vụ Priti Patel đã chỉ đạo "một cuộc xem xét bài học kinh nghiệm trong việc kiểm soát sự kiện" sẽ được tiến hành bởi HMICFRS - một cơ quan giám sát cảnh sát.
Vào ngày 14 tháng 3, hơn 1.000 người đã tuần hành từ New Scotland Yard đến Quảng trường Quốc hội để phản đối; Cảnh sát đã  "bó tay" và phản ứng của họ "khác biệt rõ rệt" so với phản ứng vào ngày 13 tháng 3.